# Dunasziget, Győr-Moson-Sopron
Dunasziget  este un sat în districtul Mosonmagyaróvár, județul Győr-Moson-Sopron, Ungaria, având o populație de 1.480 de locuitori (2011). 

## Demografie
Componența etnică a satului Dunasziget
     Maghiari (92,39%)
     Germani (4,35%)
     Slovaci (1,96%)
     Necunoscut (0,87%)
     Alții (0,43%)
Componența confesională a satului Dunasziget
     Romano-catolici (73,51%)
     Fără religie (6,22%)
     Reformați (1,15%)
     Necunoscută (19,12%)
Conform recensământului din 2011, satul Dunasziget avea 1.480 de locuitori. Din punct de vedere etnic, majoritatea locuitorilor (92,39%) erau maghiari, existând și minorități de germani (4,35%) și slovaci (1,96%). Apartenența etnică nu este cunoscută în cazul a 0,87% din locuitori.  Din punct de vedere confesional, majoritatea locuitorilor (73,51%) erau romano-catolici, existând și minorități de persoane fără religie (6,22%) și reformați (1,15%). Pentru 19,12% din locuitori nu este cunoscută apartenența confesională.